# Книжный клуб Джейн Остин
См. также статью «Жизнь по Джейн Остин»
«Кни́жный клуб Джейн О́стин» (англ. The Jane Austen Book Club) — роман американской писательницы Карен Джой Фаулер (2004). 
Сюжет разворачивается в Сакраменто (Калифорния). Книжный клуб, состоящий из пяти женщин и одного мужчины, проводит свои собрания раз в месяц в течение полугода, на которых обсуждает романы Джейн Остин. Каждая из шести глав посвящена одному из членов книжного клуба, так же, как одной из шести работ Остин. В свою очередь, жизнь каждого персонажа из романов Остин параллельна судьбе одного из героев Фаулер.
Произведение получило хвалебные отзывы и стало национальным бестселлером, в течение тринадцати недель находясь на почётном месте в списке The New York Times.
Осенью 2007 года на экраны кинотеатров вышел фильм по роману Фаулер, режиссёром которого выступила американский кинематографист Робин Свайкорд. Сценарий работы Свайкорд отличается от канона. Роли исполнили: Джослин — Мария Белло, Пруди — Эмили Блант, Бернадетта — Кэти Бейкер, Сильвия — Эми Бреннеман, Аллегра — Мэгги Грейс, Григг — Хью Дэнси.

## Сюжет
«Книжный клуб Джейн Остин» рассказывает историю пяти женщин и одного мужчины, которые собираются, чтобы прочитать и обсудить шесть романов Джейн Остин. Книга акцентируется на анализе героями трудов английской романистки и анализе жизни и взглядов самих членов книжного клуба.
Джослин и Сильвия — школьные подруги, в своё время встречавшиеся с одним и тем же парнем, Дэниелом, за которого Сильвия позже выходит замуж. Теперь женщинам за пятьдесят, а Сильвия и Дэниел в разводе. 30-летняя дочь Сильвии Аллегра также состоит в книжном клубе; девушка тяжело переживает расставание со своей партнёршей. Пруди, 28-летняя учительница французского, не понимает, за что муж любит её так сильно, также Пруди должна переоценить свои отношения с умирающей матерью. Трижды замужней Бернадетте за шестьдесят, она довольно эксцентрична. А Григг, таинственный мужчина, которому за сорок. Всё, что женщины о нём знают, так это то, что он любитель научной фантастики, который решает вступить в члены клуба после случайного знакомства с Джослин.
Книга разбита по месяцам, и в каждом периоде, клуб обсуждает определённый роман Остин, наряду с этим вспоминая судьбу одного из членов клуба.